# 層雲峽溫泉

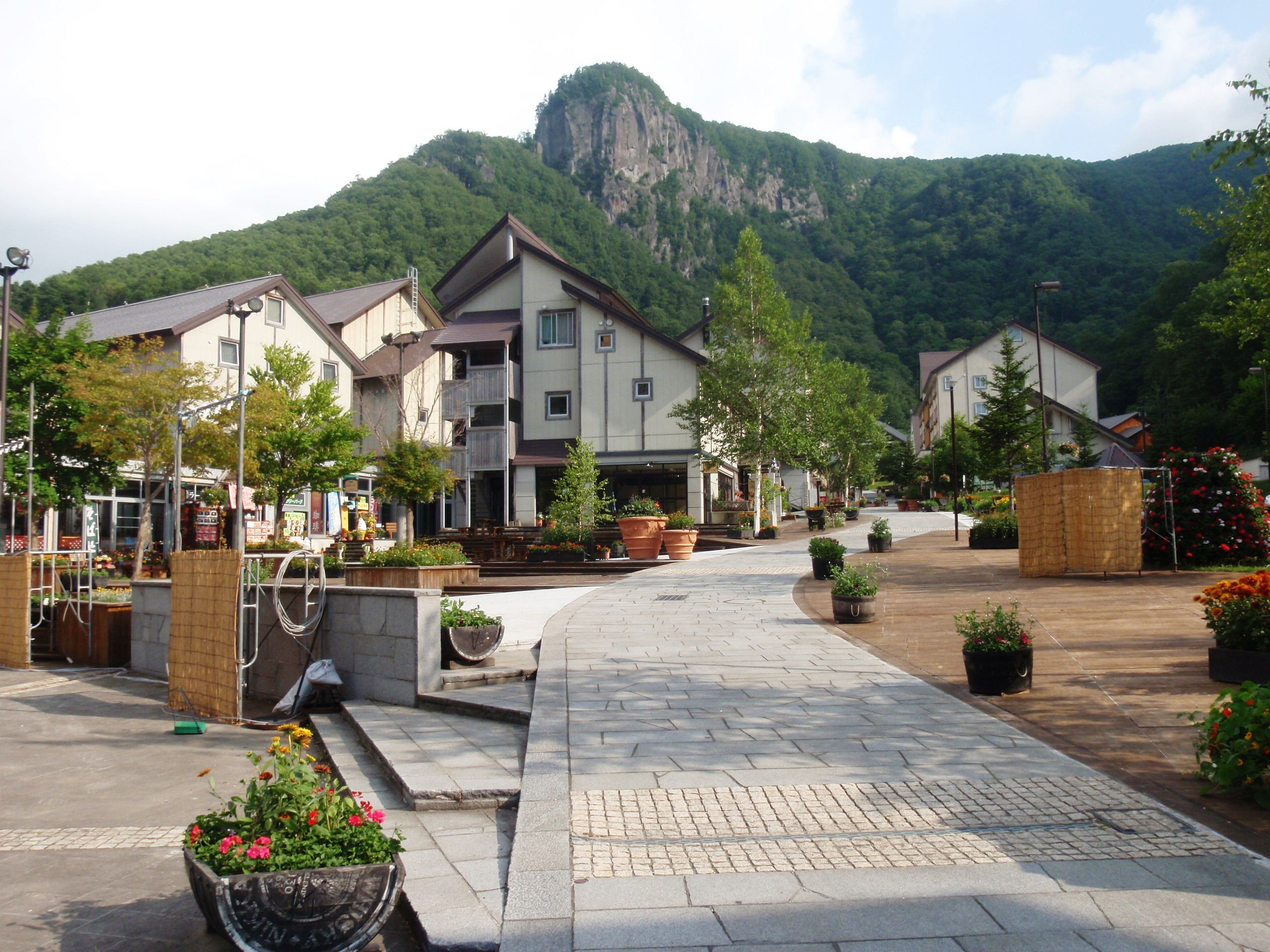
層雲峽溫泉區

43°43′30.6″N 142°56′49.1″E / 43.725167°N 142.946972°E
層雲峽溫泉是位於日本北海道上川郡上川町層雲峽地區的溫泉區，區域內約有15家溫泉業者。溫泉區內的規劃是參考加拿大的山岳度假村。
溫泉區內設有層雲峽旅客中心，週邊有大雪山黑岳滑雪場、大雪山層雲峽・黑岳纜車、露營場，也是攀登大雪山的登山基地。
毎年冬天會舉辦「層雲峽冰瀑祭」。

## 歴史
溫泉區最早是在1857年在石狩擔任足輕松田市太郎所發現，隔年探險家松浦武四郎來到附近時，雖然未親自到達此地，但他根據資料在地圖上的此地記載了「上遊溫泉」。1915年，鹽谷水次在此地開始經營溫泉旅館，並將此命名爲「鹽谷溫泉」，1921年詩人大町桂月將此地命名為「層雲峽」後，才開始使用「層雲峽溫泉」的名稱。

## 外部連結
- （日語） 大雪山國立公園・層雲峽旅客中心 （页面存档备份，存于）
- （日語） 層雲峽觀光協會 （页面存档备份，存于）
  - （繁體中文） 繁體中文網站 （页面存档备份，存于）
  - （简体中文） 簡體中文網站 （页面存档备份，存于）